# Mittelschmerz
Mittelschmerz is de benaming voor het gevoel van pijn ter hoogte van de onderbuik dat vrouwen soms hebben tijdens de ovulatie. Het woord is afkomstig uit het Duits en betekent letterlijk middenpijn. Het slaat op het tijdstip tijdens de menstruatiecyclus waarop de ovulatie optreedt: het midden van de cyclus (tussen dag 7 en 24). De pijn kan minuten tot meerdere dagen duren. De pijn treft één kant van de onderbuik en kan dof of scherp van aard zijn. Andere symptomen kunnen vaginale bloeding zijn. Het treedt vaak maandelijks op en kan aan beide kanten voorkomen. Mittelschmerz treft ongeveer 20 tot 40% van de vrouwen.
Bij de ovulatie barst de follikel waarin de oöcyt zit open en wordt de eicel uitgestoten. In het antrum van de follikel (een holte met vloeistof) ontstaat een geringe bloeding die men het corpus haemorrhagicum noemt. Als bloed in de buikholte terechtkomt, kan dat een pijnlijke prikkeling van het buikvlies veroorzaken. Dit is de zogenoemde middenpijn. Het onderliggende mechanisme is onduidelijk, maar kan irritatie omvatten als gevolg van het vrijkomen van bloed en vocht uit de follikel of hoge bloedspiegels van het luteïniserend hormoon die samentrekking van glad spierweefsel veroorzaken. De diagnose houdt in dat andere mogelijke oorzaken zoals appendicitis, endometriose, cysten in de eierstokken, buitenbaarmoederlijke zwangerschap en seksueel overdraagbare aandoeningen worden uitgesloten.
Er is een klein percentage vrouwen dat de ovulatie daadwerkelijk kan voelen, verreweg de meeste vrouwen vernemen er niets van. Wel kunnen de hormoonschommelingen tijdens de cyclus effect hebben op de lichamelijke en geestelijke gesteldheid van de vrouw, zie ook premenstrueel syndroom.